# Camburat
Camburat település Franciaországban, Lot megyében. Lakosainak száma 445 fő (2022. január 1.). Camburat Cardaillac, Figeac, Fons, Fourmagnac, Lissac-et-Mouret és Planioles községekkel határos.

## Népesség
A település népességének változása:
| Lakosok száma | 201  | 239  | 242  | 398  | 405  | 410  | 421  | 424  | 424  | 445  |
|               | 1968 | 1982 | 1990 | 2006 | 2013 | 2015 | 2017 | 2019 | 2020 | 2022 |